# William Wallace Denslow

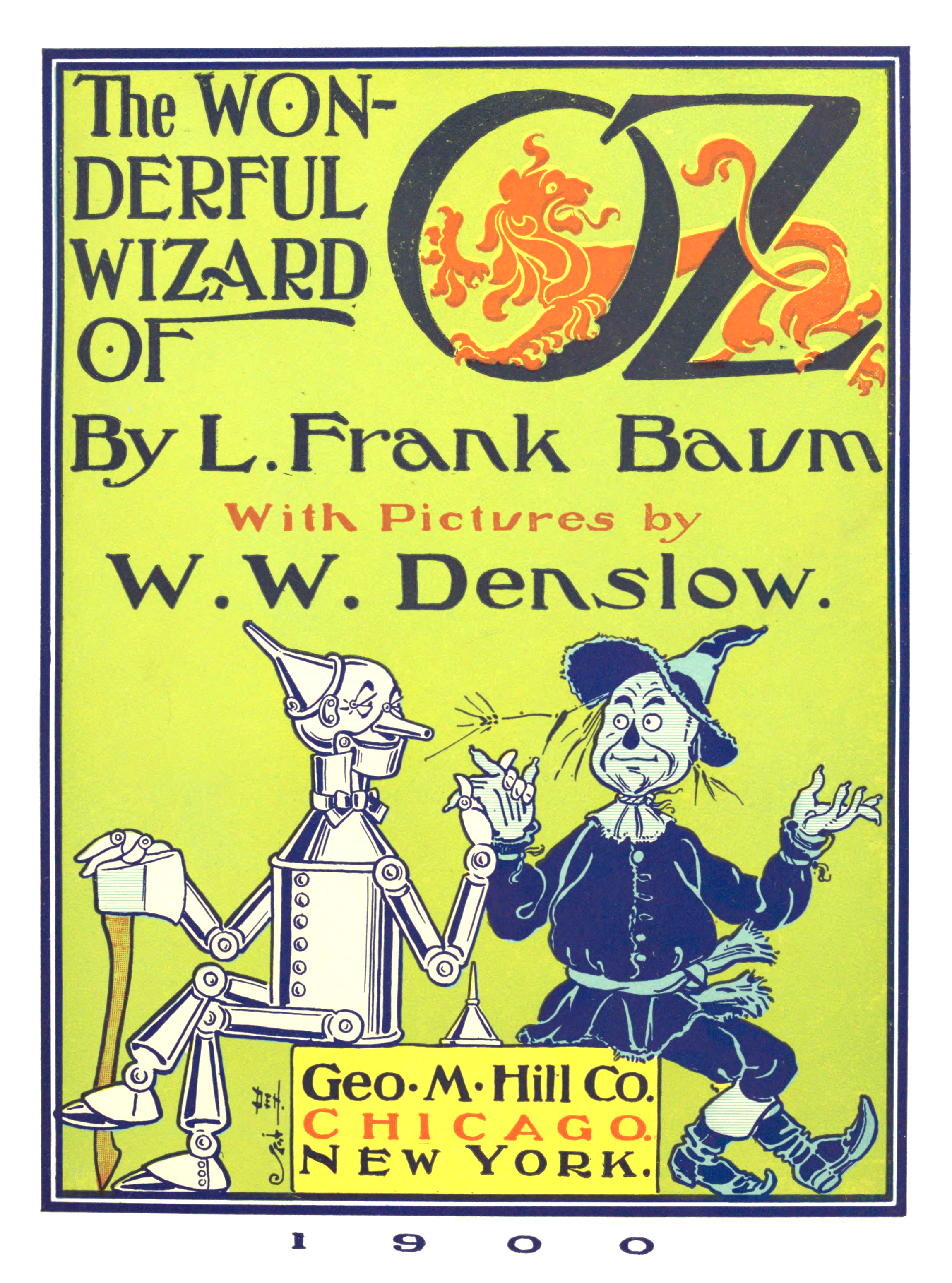
Titelblatt der englischen Originalausgabe des Zauberers von Oz aus dem Jahr 1900, das von Denslow geschaffen wurde

William Wallace Denslow (* 5. Mai 1856 in Philadelphia; † 29. März 1915) war ein US-amerikanischer Illustrator und Karikaturist, der heute noch wegen seiner Zusammenarbeit mit dem Autor L. Frank Baum bekannt ist. Seine berühmtesten Illustrationen sind die, die er für die amerikanische Erstausgabe des Zauberer von Oz schuf.

## Leben
William Wallace Denslow wurde in Philadelphia geboren, lebte jedoch ab den 1890er Jahren in Chicago, wo er Baum begegnete. Neben dem bekanntesten Buch, dem Zauberer von Oz, an dem beide zusammen die Rechte hielten, schuf er gemeinsam mit Baum By the Candelabra’s Glare, Father Goose: His Book und Dot and Tot in Merryland.
Der Zauberer von Oz, der sehr schnell ein großer Erfolg wurde, ragte über andere Kinderbücher, die zur selben Zeit erschienen, hinaus. Einen großen Anteil daran hatten Denslows Illustrationen. Denslow war sowohl vom Jugendstil als auch vom Japanischen Farbholzschnitt maßgeblich beeinflusst. Kunstkritiker zählen die Illustrationen, die Denslow für den Zauberer von Oz schuf, zu seinen besten Arbeiten, und der Kunstkritiker J. M. Bowles erklärte Denslow 1903 zum „Impressionisten für die Kleinen“, der alles Unwesentliche aus seinen Zeichnungen verbanne. Auch viele der Rezensenten begeisterten sich an den Bildern, lobten diese mitunter mehr als den Text oder führten den Erfolg des Buches überwiegend auf sie zurück.
Kritisiert wurde gelegentlich die wenig kindliche Zeichnung von Dorothy durch Denslow. Auch Baums spätere Äußerungen und die Briefe seiner Frau Maud lassen darauf schließen, dass Baum diese Einschätzung teilte. Jahre später schrieb er, dass ein Autor nur selten mit der Illustration seiner Figuren einverstanden sei, da sie selten mit seiner Vorstellung überein stimmten.
Die Zusammenarbeit zwischen Denslow und Baum endete im Jahre 1902, als sie sich wegen ihrer Rechte an einer Musikrevue zerstritten, die auf Baums Zauberer von Oz basierte. Denslow war durch seine Rechte an dem Buch und der Bühnenversion so wohlhabend geworden, dass er sich den Kauf einer Insel an der Küste der Bermudas erlauben konnte. Er krönte sich selbst zu „König Denslow dem Ersten“. Denslow war jedoch auch Alkoholiker und verlor sein Vermögen aufgrund seines Alkoholismus.
Er starb am 29. März 1915 an Lungenentzündung.